# Lapalisse (tổng)
Tổng Lapalisse là một tổng ở tỉnh Allier trong vùng Auvergne.

## Địa lý
Tổng này được tổ chức xung quanh Lapalisse thuộc quận Vichy. Độ cao thay đổi từ 263 m (Servilly) à 795 m (Arfeuilles) với độ cao trung bình 367 m.

## Hành chính
| Giai đoạn | Ủy viên               | Đảng | Tư cách |
| --------- | --------------------- | ---- | ------- |
| 16        | Jacques de Chabannes  | PRG  |         |
| 18        | Dominique Chassenieux | PRG  |         |

## Các đơn vị cấp dưới
Tổng Lapalisse gồm 15 xã với dân số là 9 182 người (điều tra năm 1999, dân số không tính trùng)
| Xã                    | Dân số | Mã bưu chính | Mã insee |
| --------------------- | ------ | ------------ | -------- |
| Andelaroche           | 267    | 03120        | 03004    |
| Arfeuilles            | 710    | 03120        | 03006    |
| Barrais-Bussolles     | 222    | 03120        | 03017    |
| Billezois             | 346    | 03120        | 03028    |
| Le Breuil             | 553    | 03120        | 03042    |
| Châtelus              | 132    | 03120        | 03068    |
| Droiturier            | 385    | 03120        | 03105    |
| Isserpent             | 485    | 03120        | 03131    |
| Lapalisse             | 3 332  | 03120        | 03138    |
| Périgny               | 404    | 03120        | 03205    |
| Saint-Christophe      | 481    | 03120        | 03223    |
| Saint-Étienne-de-Vicq | 431    | 03300        | 03230    |
| Saint-Pierre-Laval    | 362    | 03620        | 03250    |
| Saint-Prix            | 809    | 03120        | 03257    |
| Servilly              | 263    | 03120        | 03272    |

## Biến động dân số
| 1962                                                     | 1968   | 1975   | 1982  | 1990  | 1999  |
| -------------------------------------------------------- | ------ | ------ | ----- | ----- | ----- |
| 10 402                                                   | 11 219 | 10 411 | 9 827 | 9 786 | 9 182 |
| Nombre retenu à partir de 1962 : dân số không tính trùng |        |        |       |       |       |